# Dobovec
Dobovec je gručasta vas v Občini Trbovlje, ki se razteza tudi ob poteh, ki vodijo v savsko dolino, proti Kumu in predvsem v smeri proti Radečam. Je središčno naselje krajinskega parka Kum, v njegovi okolici je veliko pomnikov naravne dediščine. Sam kraj ima okrog 170 prebivalcev in leži na približno 700 metrov nadmorske višine.